# هيكتور كروز (لاعب كرة قاعدة)
هيكتور كروز (بالإنجليزية: Héctor Cruz)‏ هو لاعب كرة قاعدة أمريكي، ولد في 2 أبريل 1953 في Arroyo, Puerto Rico ‏ في الولايات المتحدة.

## وصلات خارجية
- هيكتور كروز على موقع الدوري الياباني لكرة القاعدة (الإنجليزية)
- هيكتور كروز على موقعبيزبول رفرنس.كوم (الدوري الرئيسي) (الإنجليزية)
- هيكتور كروز على موقعبيزبول رفرنس.كوم (الدوري الثانوي) (الإنجليزية)
- هيكتور كروز على موقع مشجعي الرسوم البيانية (الإنجليزية)